# تسپلین
تسپلین (به آلمانی: Zepelin) یک شهر در آلمان است که در روشتوک واقع شده‌است. تسپلین ۴۹۳ نفر جمعیت دارد.